# Estación de Doña María-Ocaña
Doña María-Ocaña es una estación de ferrocarril situada en el municipio español de Las Tres Villas, en la provincia de Almería. Actualmente no dispone de servicio de viajeros, aunque puede ser utilizada como apartadero para efectuar cruces entre trenes de viajeros y de mercancías.

## Situación ferroviaria
Las instalaciones se encuentran situadas en el punto kilométrico 197,236 de la línea férrea de ancho ibérico Linares Baeza-Almería, a 777 metros de altitud sobre el nivel del mar, entre las estaciones de Abla-Abrucena y Gérgal. El tramo es de vía única y está electrificado.

## Instalaciones
La estación dispone de un edificio de viajeros, de carácter histórico. Las instalaciones constan de cuatro vías y dos andenes, uno central y uno lateral.